# Lussagnet
Lussagnet is een gemeente in het Franse departement Landes (regio Nouvelle-Aquitaine) en telt 79 inwoners (2011). De plaats maakt deel uit van het arrondissement Mont-de-Marsan.

## Geografie
De oppervlakte van Lussagnet bedraagt 8,9 km², de bevolkingsdichtheid is dus 8,9 inwoners per km².
De onderstaande kaart toont de ligging van Lussagnet met de belangrijkste infrastructuur en aangrenzende gemeenten.

## Demografie
Onderstaande figuur toont het verloop van het inwonertal (bron: INSEE-tellingen).